# William Green
Pour les articles homonymes, voir Green.
William Green (né le 3 mars 1873 à Coshocton (Ohio), mort en 1952) fut le deuxième président de la Fédération américaine du travail de 1924 à 1952.

## Biographie
Né dans une famille de mineurs de charbon de l'Ohio, il le devient à son tour. Il s'engage dans le syndicalisme et devient un leader local, puis national de l'United Mine Workers of America, la fédération des mineurs. En 1914, il entre au conseil exécutif de la Fédération américaine du travail et en 1916, il devient le trésorier adjoint. 
À la mort de Samuel Gompers en 1924, il est élu président de l'AFL. Sa présidence se marque par une opposition sans concessions au communisme et la défense des valeurs traditionnelles américaines et du syndicalisme de métier, face au syndicalisme d'industrie défendu par le Congrès des organisations industrielles. Il meurt en 1952 et il est remplacé à la tête de l'AFL par George Meany.